# Uruguay i olympiska sommarspelen 2000
Uruguay deltog i de olympiska sommarspelen 2000 med en trupp bestående av 15 deltagare, 12 män och 3 kvinnor, och de tog totalt en medalj.

## Medaljer

### Silver
- Milton Wynants - Cykling, poänglopp

## Cykling

### Landsväg
Herrarnas linjelopp
- Gregorio Bare
  - Final — DNF

### Bana
Herrarnas poänglopp
- Milton Wynants
  - Poäng — 18
  - Varv efter — 1 (→  Silver)

## Friidrott
Herrarnas 100 meter
- Heber Viera
  - Omgång 1 — 10.54 (→ gick inte vidare)

Herrarnas 200 meter
- Heber Viera
  - Omgång 1 — 20.82
  - Omgång 2 — 20.97 (→ gick inte vidare)

Herrarnas maraton
- Nestor García
  - Final — 2:22:30 (→ 46:e plats)

Herrarnas längdhopp
- Mónica Falcioni
  - Kval — 6.05 (→ gick inte vidare)

Herrarnas stavhopp
- Déborah Gyurcsek
  - Kval — 4.15 (→ gick inte vidare)

## Judo
- Alvaro Paseyro

## Ridsport
Individuell fälttävlan
- Jorge Fernández
- Henry Gramajo

## Segling
Laser
- Adolfo Carrau
  - Lopp 1 — 20
  - Lopp 2 — (35)
  - Lopp 3 — 29
  - Lopp 4 — 25
  - Lopp 5 — 27
  - Lopp 6 — 27
  - Lopp 7 — (33)
  - Lopp 8 — 27
  - Lopp 9 — 21
  - Lopp 10 — 29
  - Lopp 11 — 25
  - Final — 230 (→ 30:e plats)